# Christoph Baumer
Pour l’article homonyme, voir Baumer.
Christoph Baumer, né le 23 juin 1952 à Zurich, est un universitaire et un explorateur suisse. Depuis 1984, il a dirigé des explorations en Asie centrale, en Chine et au Tibet, dont il a publié les résultats dans de nombreux livres et publications universitaires et qui ont fait l'objet d'émissions de radio.

## Biographie

### Premières années
Baumer a grandi dans la canton suisse de Thurgovie. Son père était homme d'affaires ; sa mère était correspondante de guerre pour une radio nationale française — elle couvrit notamment la guerre russo-finlandaise durant l'hiver 1939-1940. Sven Hedin, le célèbre explorateur de l'Asie, aida la mère de Baumer à retourner en Belgique occupée, où la famille habitait. Dès sa jeunesse, Baumer fut fasciné par les carnets de voyage de Sven Hedin, qui l'orientèrent vers son futur métier d'archéologue. Après avoir obtenu son diplôme d'études secondaires, il étudia la psychologie, la philosophie et l'histoire de l'art à l'Université de Zurich.
Depuis 1996, il travaille comme auteur indépendant et traite surtout de l'histoire culturelle de l'Asie centrale.

### Explorations dans le désert du Taklamakan
En 1994, Baumer dirigea la première expédition internationale dans le désert du Taklamakan et fut le premier Occidental à atteindre les oasis de Niya et Loulan depuis les années 1930. Il revint en 1998 à l'occasion d'une deuxième expédition à l'étranger. Il fut le premier visiteur des ruines de l'ancienne cité de Dandan Oilik, situées dans le désert du Taklamakan, depuis Emil Trinkler et Walter Bosshard en 1928. Cette expédition eut pour résultats, entre autres, la découverte et la mise au jour de ruines inconnues à Dandan Oilik et de peintures murales bouddhistes datant du milieu du VIIIe siècle. Lors de cette expédition, il découvrit aussi un manuscrit en khotanais datant du VIIe ou VIIIe siècle et une inscription lapidaire très rare en alphabet kharosthi du IIIe siècle dans les ruines de l'ancienne cité d'Endere, et redécouvrit une peinture murale tibétaine datant de 790.
En 2003, en tant que représentant de l'Université de Londres, Baumer mena une troisième expédition à l'étranger dans le Taklamakan en collaboration avec l'institut de recherche archéologique d'Ürümqi, dans le Xinjiang. Lors de cette expédition, il trouva des objets du  Néolithique (IVe et IIIe millénaires av. J.-C.) au nord de Qiemo.

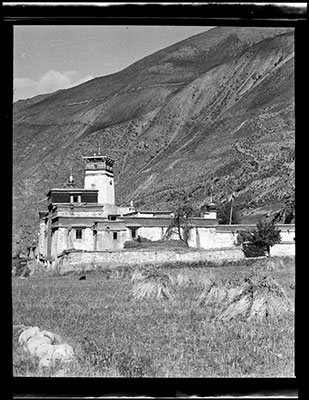
Lhodrak Sekhar Guthok, tour de Milarépa de neuf étages, dans le Lhodrak en 1950.

En 2007, il dirigea une quatrième expédition dans les régions inexplorées du Lob Nor. Il y découvrit, entre autres, un peuplement inconnu datant de 100 ans av. J.-C. à 400 ans apr. J.-C..

### Autres explorations
Baumer réalisa d'autres expéditions dans le sud du Tibet en 1996, où il découvrit, dans l'ancien monastère de Serkar Guthok, des peintures murales jusque-là inconnues datant du XIIe siècle. Il retourna au Tibet l'année suivante, où il découvrit, cette fois-ci dans le monastère de Pa-Lha-Puk, des peintures murales de la religion Bön du début du XVe siècle, les plus anciennes qui subsistent au Tibet.
De 2000 à 2005, il fit des recherches sur toutes les reliques culturelles de l'Église assyrienne de l'Orient et en consigna les résultats. Il mena ces recherches du sud-est de la Turquie à la Mongolie et de la Chine jusqu'au sud de l'Inde.
En 1993, 2006 et 2007, il visita tous les monastères bouddhistes du mont Wutai Shan, dans le nord-ouest de la Chine, et consigna ses découvertes.

## Publications
- Tibet's Ancient Religion: Bön, Weatherhill and Orchid Press, 2002.   (ISBN 974-524-011-7) (Asia & Europe),   (ISBN 0-8348-0517-0) (Americas)
- Southern Silk Road: In the Footsteps of Sir Aurel Stein and Sven Hedin, 2nd revised edition, Orchid Press, 2004.  (ISBN 974-8304-39-6) (Paperback)   (ISBN 974-8304-38-8) (Hardback)
- The Church of the East: An Illustrated History of Assyrian Christianity, I.B. Tauris, London, 2006, revised 2016.   (ISBN 1-84511-115-X)
- Traces in the Desert: Journeys of Discovery across Central Asia, I.B.Tauris, London, 2008.   (ISBN 978-1-84511-337-7) China's Holy Mountain: An Illustrated Journey into the Heart of Buddhism, I.B. Tauris, London, 2011.   (ISBN 978-1-84885-700-1)
- The History of Central Asia (Volume One): The Age of the Steppe Warriors, I.B. Tauris, London, 2012.   (ISBN 978-1-78076-832-8)  The History of Central Asia (Volume Two): The Age of the Silk Roads, I.B. Tauris, London 2014.   (ISBN 978-1-78076-832-8)
- The History of Central Asia (Volume Three): The Age of Islam and the Mongols, I.B. Tauris, London, 2016.   (ISBN 978-1-78453-490-5)  The History of Central Asia (Volume Four): The Age of Decline and Revival, I.B. Tauris, London, 2018.   (ISBN 978-1-78831-049-9)
- History of the Caucasus (Volume One): At the Crossroads of Empires, I.B. Tauris/Bloomsbury, London, 2021.   (ISBN 978-1-78831-007-9)  History of the Caucasus (Volume Two): In the Shadow of Great Powers, I.B. Tauris/Bloomsbury, London, 2023.   (ISBN 978-0-75563-628-0)
- Co-author with Therese Weber: Eastern Tibet: Bridging Tibet and China, Orchid Press, 2005.   (ISBN 974-524-064-8)  Co-editor with Mirko Novák: Urban Cultures of Central Asia from the Bronze Age to the Karakhanids, Harrassowitz, Wiesbaden, 2019.   (ISBN 978-3-447-11169-0)
- Co-editor with Mirko Novák and Susanne Rutishauser: Cultures in Contact Central Asia as Focus of Trade, Cultural Exchange and Knowledge Transmission, Harrassowitz, Wiesbaden, 2022.   (ISBN 978-3-447-11880-4)